# Chicharrón en salsa

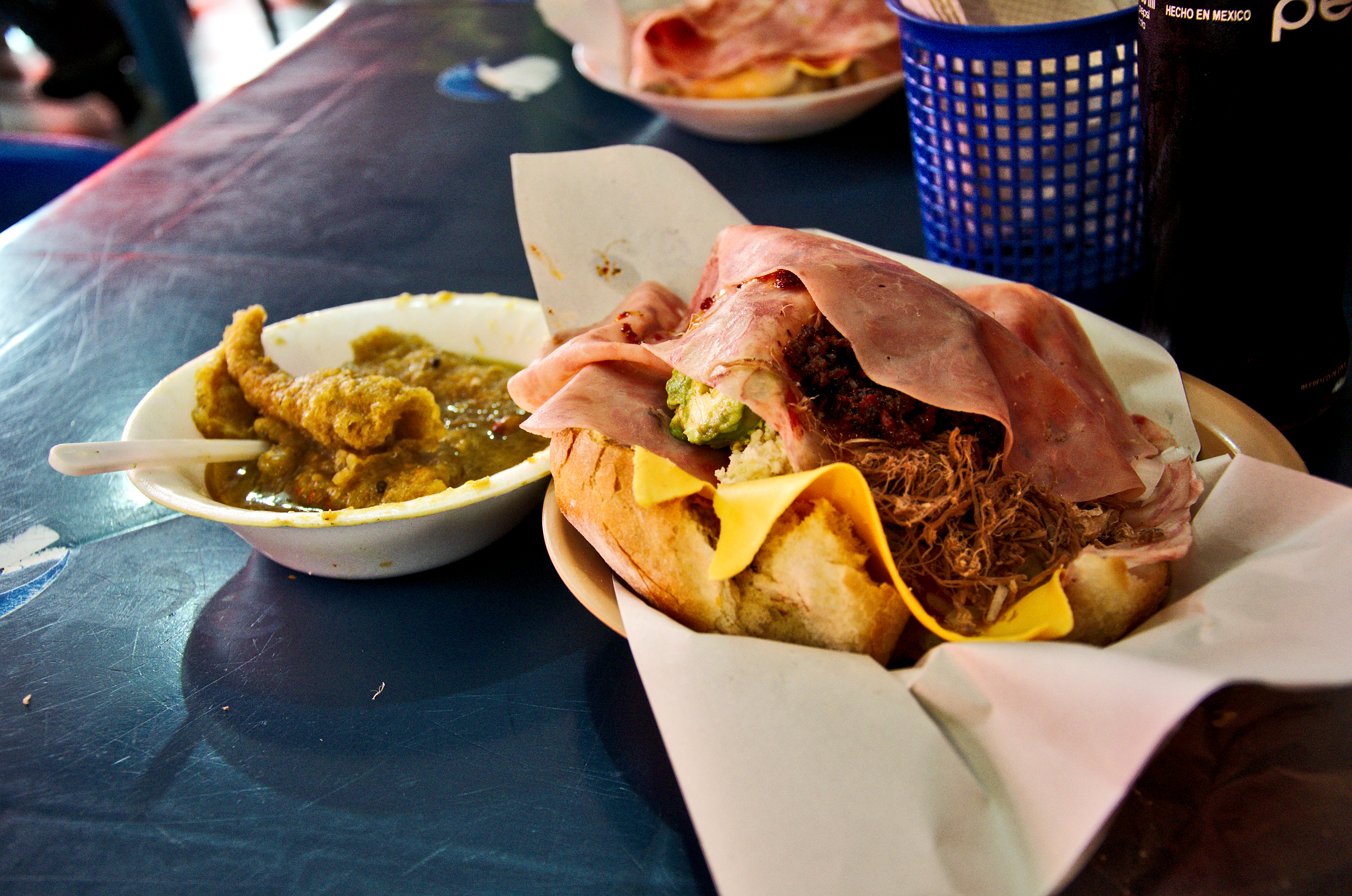
Chicharrón en salsa verda (esquerra) acompanyant una coca

Chicharrón en salsa és un platet de desdejuni o menjar, popular al Mèxic, compost de chicharrón cuinat en salsa suau, assaonat amb coriandre. És acompanyat amb freqüència de frijoles refregits i truites de blat de moro. N'hi ha dues versions, el chicharrón en salsa verda i el chicharrón en salsa vermella.